# Golul alpin Moldoveanu - Capra
Golul alpin Moldoveanu - Capra este o arie protejată de interes național ce corespunde categoriei a IV-a IUCN (rezervație naturală de tip mixt: faunistică, floristică, geologică și peisagistică), situată în județul Argeș, pe teritoriul administrativ al comunelor Arefu și Nucșoara.

## Localizare
Aria naturală aflată în teritoriul sudic al Munților Făgăraș, grupare montană a Carpaților Meridionali; are o suprafață de 5.000 de hectare și reprezintă golul alpin ce se desfășoară între Vârful Moldoveanu (2.544 m) și Vârful Capra (2.494 m).

## Descriere
Rezervația naturală declarată arie protejată prin Legea Nr.5 din 6 martie 2000 (privind aprobarea Planului de amenajare a teritoriului național - Secțiunea a III-a - zone protejate) cuprinde un relief variat, cu abrupturi stâncoase, lacuri glaciare, căldări suspendate, morene, culmi înclinate, văii, izvoare, pășuni și zone împădurite.  

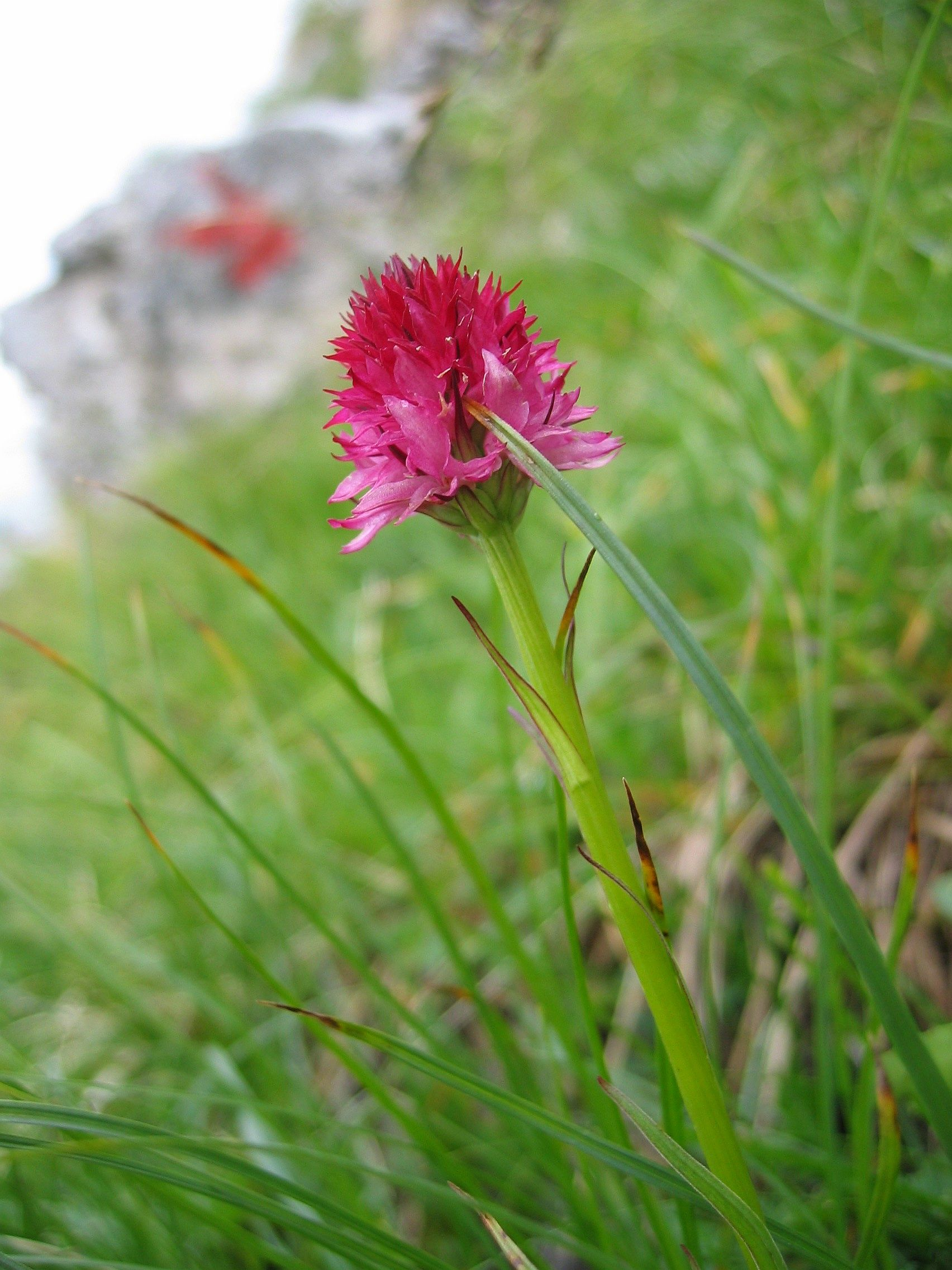
Sângele voinicului (Nigritella rubra)

## Floră și faună

### Floră
Flora este constituită (în partea inferioară a rezervației) din specii lemnoase de fag (Fagus sylvatica) în asociere cu mesteacăn (Betula pendula), iar pe malurile apelor sunt întâlnite specii arboricole de plop tremurător (Populus pendula), salcie căprească (Salix capreea) sau anin negru (Aninus glutinosa).
Etajul coniferelor cuprinde specii de brad (Abies), molid (Picea abies), pin (Pinus), zâmbru (Pinus cembra), tisă (Taxus baccata), zadă (Larix); precum și specii de arbusti: jneapăn (Pinus mugo), ienupăr (Juniperus communis) sau afin (Vaccinum myrtillus L.).
Vegetația ierboasă de pajiște și stâncărie cuprinde specii floristice rare, dintre care: floarea de colț (Leontopodium alpinum Cass), smârdar (Rhododendron kotschyi), sângele voinicului (Nigritella rubra), rușuliță (Hieradum aurantiacum), omag galben (Aconitum anthora), iederă albă (Daphne blagazana) sau gențiană (Gentiana clusii).

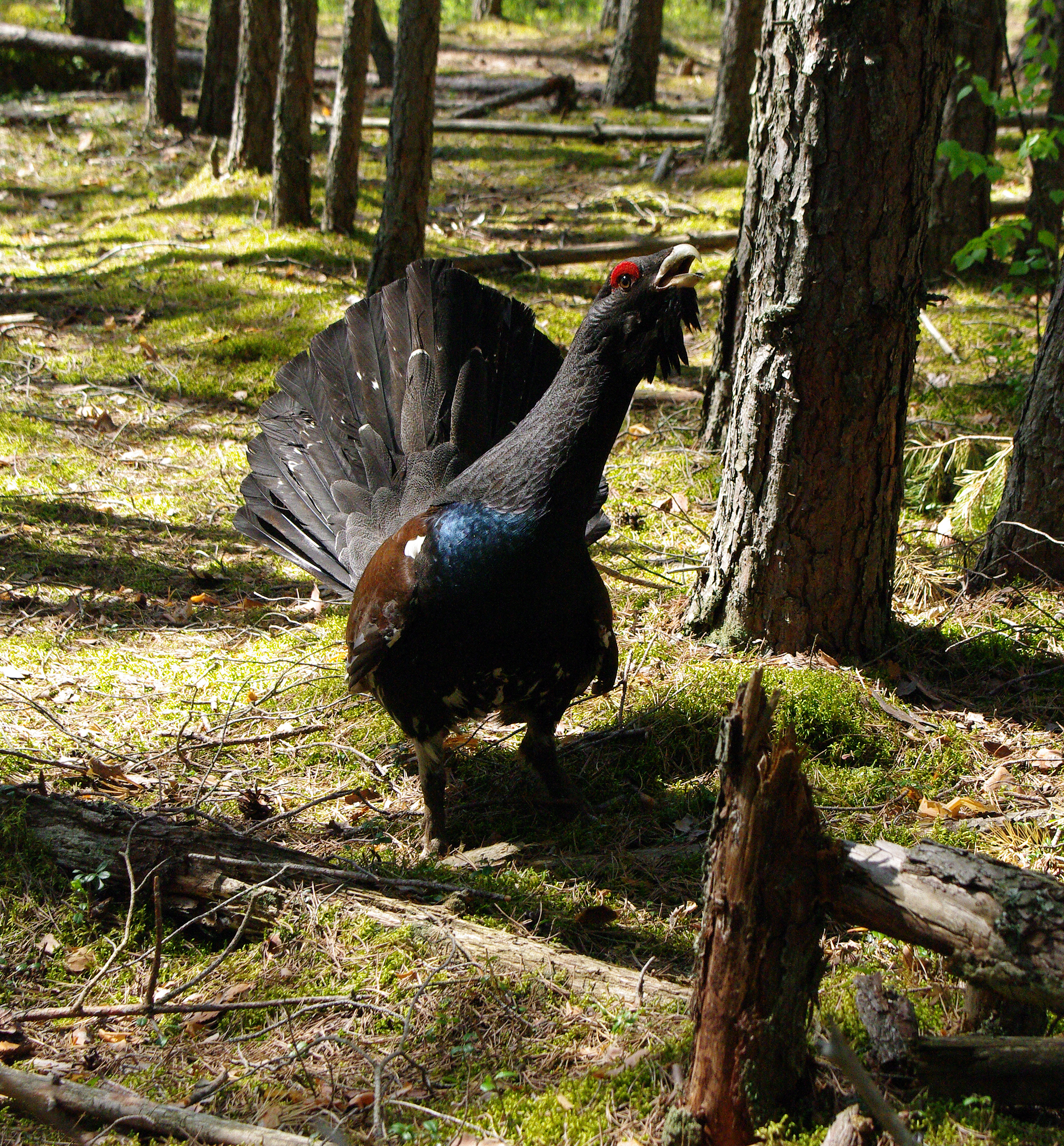
Cocoșul de munte (Tetrao urogallus)

### Faună
Fauna este reprezentată de specii de:
- mamifere: urs brun (Ursus arctos), capră neagră (Rupicapra rupicapra), cerb (Cervus elaphus), căprioară (Capreolus capreolus), mistreț (Sus scrofa), lup cenușiu (Canis lupus), râs eurasiatic (Lynx lynx), vulpe (Vulpes vulpes crucigera), veveriță (Sciurus carolinensis);
- păsări: cocoșul de munte (Tetrao urogallus), acvilă de munte (Aquila chrysaetos), mierlă (Turdus merula), ciocănitoare (gen din familia Picoides), sturz (Turdus pilaris), codobatură (Motacilla alba L.);
- insecte
- reptile
- pești: păstrăvul este prezent atât în apele lacurilor glaciare cât și în a celor curgătoare[7]

## Căi de acces
- Drumul național DN7C (Transfăgărășan) - Curtea de Argeș - Albeștii de Argeș - Mioarele - Rotunda - Căpățânenii Ungureni - Cabana Capra[8]

## Galerie foto

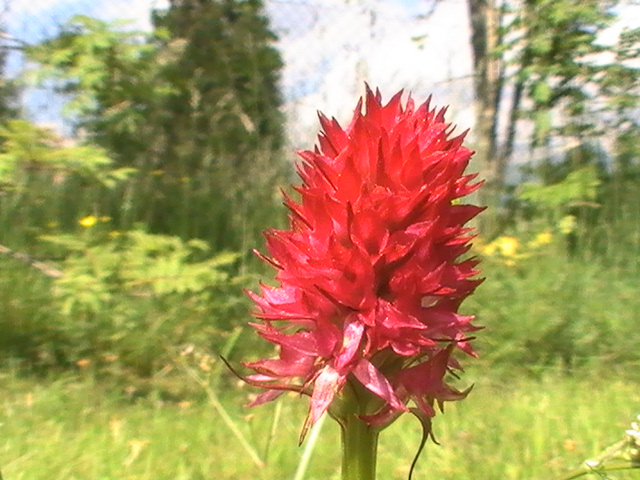
Sângele voinicului
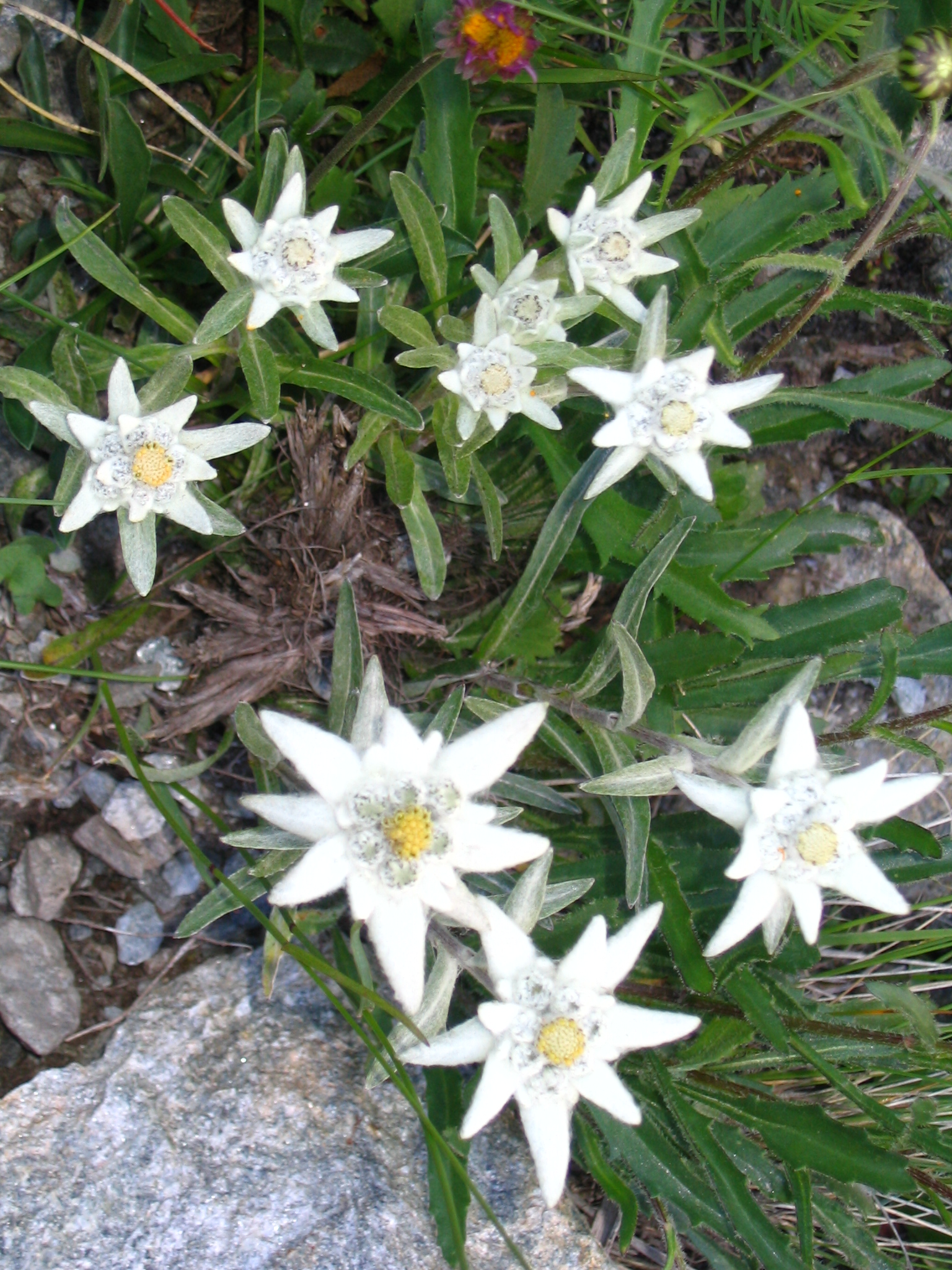
Floare de colţ
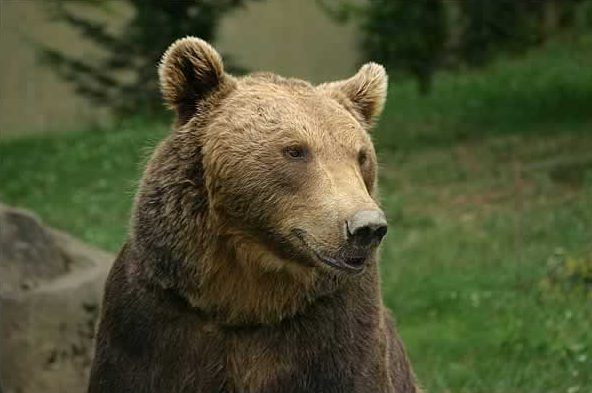
Urs brun